# Innenfilter

Schematische Darstellung eines Innenfilters im Aquarium

Einfache Zeichnung/Darstellung eines Innenfilters

Der Innenfilter wird in der Aquaristik zur Aufbereitung des Aquarienwassers verwendet. Er filtert Schwebeteilchen und sichtbare Verunreinigungen aus dem Wasser und eventuell im Wasser enthaltene Giftstoffe werden durch auf dem Filtermaterial lebende Mikroorganismen abgebaut. Ein Innenfilter gehört oft zu Aquarien-Komplettangeboten für Aquaristikanfänger, da er einfach zu handhaben ist.

## Filtertyp
Bei diesem Filtertyp befindet sich der gesamte Filter im Inneren des Aquariums. Das Wasser strömt durch eine Ansaugöffnung in den Filter, wo es durch verschiedene unterschiedlich grobe Filtermaterialien gepumpt wird und gelangt durch den Ausströmer zurück in das Becken. Je nach Hersteller werden verschiedene Filtermaterialien angeboten, bei Innenfiltern sind dies meist Schaumstoffe, Vliese oder auch spezielle Filterwatte.

## Verwendung

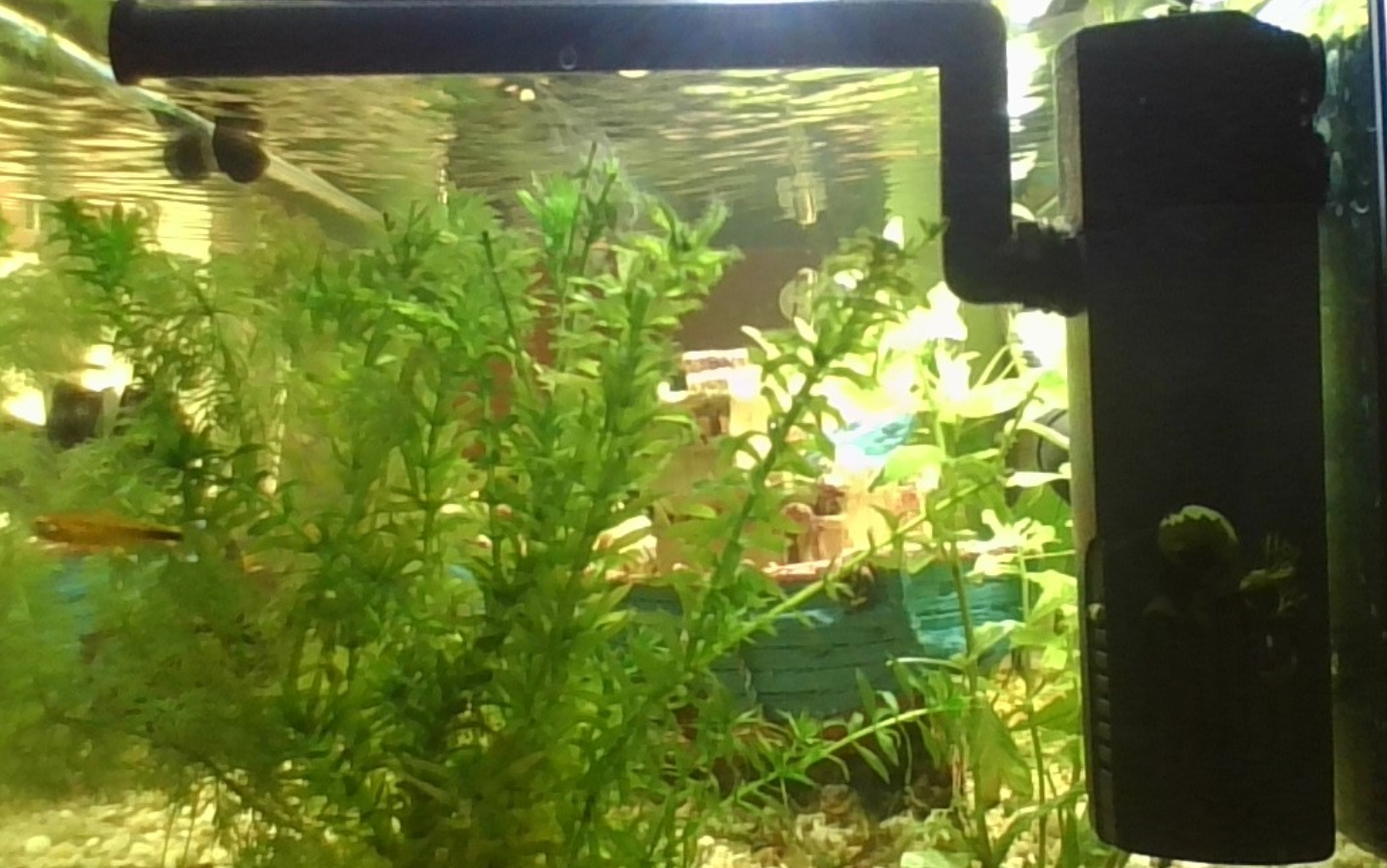
Innenfilter eines 54 Liter Aquariums

Der Innenfilter findet vor allem in kleinen und mittelgroßen Becken Verwendung, für größere Aquarien ist ein Außenfilter mit einer höheren Filterleistung notwendig. Ein Vorteil des Innenfilters ist der meist geringere Preis im Verhältnis zum Außenfilter.
Innenfilter haben eine sehr leise, wenn nicht lautlose Betriebslautsstärke und einen geringeren Stromverbrauch als Außenfilter. 
Allerdings muss man eine optische Beeinträchtigung hinnehmen, da der Filter im Becken zu sehen ist. Viele Aquarianer verdecken den Filter so mit Pflanzen und Dekoration, dass er fast nicht mehr zu erkennen ist. Zu den Nachteilen gehört auch, dass beim Herausnehmen des Filtermaterials ein Teil des aus dem Wasser gefilterten Drecks wieder in das Becken herabsinkt. Dies ist bei einem Außenfilter nicht der Fall.